# ۸۶ (قمری)
۸۶ (قمری)، هشتاد و ششمین سال در گاهشماری هجری قمری است. اول محرم این سال برابر با ششم ژانویه سال ۷۰۵ میلادی است.